# Верховцев, Леонид Аполлонович
Леонид Аполлонович Верховцев (Верховцов) (1843—1903) — управляющий делами технического комитета Главного интендантского управления Военного министерства, тайный советник.

## Биография
Происходил из дворянского рода Московской губернии Верховцевых.
Окончил физико-математический факультет Московского университета со степенью кандидата естественных наук.
Состоял членом Императорского Московского общества сельского хозяйства (5 марта 1864 года), Императорского общества любителей естествознания (15 октября 1866), Императорского вольного экономического общества (7 ноября 1868).
Командировался заграницу в Францию, Англию, Австрию, Пруссию, Италию, США, Бельгию, Швейцарию, Данию, Нидерланды для участия в Всемирных выставках и изучения технических возможностей интендантских мастерских, учреждений, техники в этих странах. Являлся экспертом на Всероссийской выставке 1896 года в Нижнем Новгороде.
Инициатор переиздания труда Висковатова А. И. «Историческое описание одежды и вооружения российских войск».
Был похоронен на кладбище Симонова монастыря.

### Должности
| Год  | Дата        | Наименование |
| ---- | ----------- | --- |
| 1863 | -           | в комиссии по техническим усовершенствованиям в комиссариатской и провиантской частей                                       |
| 1867 | 30 июня     | Делопроизводитель технического комитета Главного интендантского управления                                                  |
| 1868 | 7 ноября    | сотрудник Императорского вольного экономического общества                                                                   |
| 1872 | 13 марта    | член комиссии по устройству военного отдела для Русского павильона на Всемирной выставке 1873 года                          |
| 1873 | 13 марта    | член комиссии по составлению описания и образцов госпитальных вещей для Главного интендантского управления                  |
| 1875 | 9 февраля   | член технического комитета Главного интендантского управления                                                               |
| 1875 | 28 ноября   | член комиссии по участию Военного министерства на Всемирной выставке 1876 года                                              |
| 1879 | 28 апреля   | член комиссии по определению способов довольствия войск консервами                                                          |
| 1879 | 4 июля      | член комиссии по производству испытаний полевых железных хлебопекарных печей на Красносельской военной хлебопекарне         |
| 1880 | 22 января   | член комиссии по участию Военного министерства на Всероссийской выставке в Москве                                           |
| 1880 | 26 апреля   | член комиссии по вопросу изготовления белого хлеба при военных госпиталях                                                   |
| 1881 | 28 февраля  | член комиссии по вопросу изготовления в интендантских мастерских шитого обмундирования для гренадер и армейских пеших войск |
| 1881 | 5 мая       | член комиссии по вопросу усовершенствования способов хлебопечения в войсках                                                 |
| 1881 | 18 декабря  | постоянный член V класса технического комитета Главного интендантского управления                                           |
| 1881 | 27 декабря  | член главного комитета по устройству и образованию войск                                                                    |
| 1882 | 31 января   | управляющий делами технического комитета Главного интендантского управления                                                 |
| 1883 | 11 июля     | постоянный член IV класса технического комитета Главного интендантского управления                                          |
| 1885 | 5 марта     | член комиссии по вопросу установления новой формы обмундирования для гражданских чиновников военного и морского ведомств    |
| 1887 | 27 августа  | член комиссии по вопросу форм обмундирования для отставных генералов, штаб и штаб-офицеров                                  |
| 1888 | 13 января   | член комиссии по вопросу изменения положения фуражного довольствия войск                                                    |
| 1888 | 21 марта    | член комиссии по вопросу определения порядка ношения орденов по гражданскому ведомству                                      |
| 1888 | 13 ноября   | председатель комиссии по вопросу участия Военного министерства на Всемирной выставке 1893 года                              |
| 1896 | 31 января   | член комиссии по вопросу пересмотра положения о приемных комиссиях при вещевых складах                                      |
| 1898 | 17 сентября | член комиссии по вопросу пересмотра кондиций на интендантские подряды и поставки                                            |
| 1900 | 14 июля     | член комиссии по вопросу участия Военного министерства на Всемирной выставке 1900 года                                      |

### Чины
| Год  | Дата       | Наименование                     |
| ---- | ---------- | -------------------------------- |
| 1863 | 3 ноября   | Коллежский секретарь             |
| 1869 | 2 февраля  | Коллежский асессор               |
| 1878 | 17 декабря | Статский советник                |
| -    | 30 августа | Действительный статский советник |
| 1891 | 30 августа | Тайный советник                  |

### Награды
| Год  | Дата       | Наименование                                                                                                |
| ---- | ---------- | --- |
| 1867 | 15 июля    | бронзовая медаль, за деятельность в составе распорядительного комитета Русской этнографической выставки     |
| 1870 | 17 апреля  | Орден святого Станислава, II степени                                                                        |
| 1872 | 16 апреля  | Орден святого Владимира, IV степени                                                                         |
| 1872 | 30 августа | Орден святой Анны, II степени (за участие в устройстве военного отдела Московской политехнической выставки) |
| 1874 | 19 марта   | Орден Железной Короны, II степени                                                                           |
| 1875 | 8 февраля  | Высочайшее благоволение                                                                                     |
| 1877 | 18 января  | Высочайшее благоволение                                                                                     |
| 1879 | 30 августа | Орден святого Владимира, III степени                                                                        |
| 1888 | 30 августа | Орден святой Анны, I степени                                                                                |
| 1894 | 30 августа | Орден святого Владимира, II степени                                                                         |
| 1896 | -          | Медаль «В память царствования императора Александра III»                                                    |
| 1896 | -          | Медаль «В память коронации Императора Николая II»                                                           |
| 1897 | 30 мая     | Высочайшее благоволение                                                                                     |
| 1899 | 4 февраля  | Бухарский орден золотой звезды, I степени                                                                   |

## Семья
Женат на дочери коллежского советника Екатерине Дмитриевне Нероновой (сестре В. Д. Неронова[уточнить]). Их дети:
- Леонид (02.04.1869—?)
- Ольга (05.03.1871—?)
- Георгий (21.11.1875—?)